# マルコス・フェリペ・ジ・フレイタス・モンテイロ
マルコス・フェリペ（Marcos Felipe）ことマルコス・フェリペ・ジ・フレイタス・モンテイロ（ポルトガル語: Marcos Felipe de Freitas Monteiro、1996年4月13日 - ）は、ブラジルのサッカー選手。ポジションはGK。

## クラブ歴
2013年にフルミネンセFCのトップチームに昇格。2015年にマカエEFCに期限付き移籍した。2023年、ECバイーアに期限付き移籍した。2023年8月に完全移籍となった。